# クイズ庭付き一戸建て
『クイズ庭付き一戸建て』（クイズにわつきいっこだて）は、1994年6月19日（日曜） 14:30 - 16:00（『日曜ワイド』枠第1部） にテレビ朝日系列局で期末特別番組として放送された後、同年10月23日から1995年3月19日まで同系列局で毎週日曜 19:00 - 19:30 に放送されていたテレビ朝日制作のクイズ番組である。

## 概要
1994年6月19日放送のパイロット版では、出演者たちがバスツアーをしながら、日本各地にある住みやすさの工夫を凝らしたアイデア満載の住宅をクイズ形式で紹介。この回における平均視聴率は13.4%で、瞬間最大視聴率は19.9%を記録した。総合演出はこんひろしが担当したが、こんが参加したのはこのパイロット版のみであり、同年10月からのレギュラー版には参加していなかった。また、出演者もパイロット版とレギュラー版とでは異なっていた。
同年10月から放送のレギュラー版では、毎回住宅関連の情報をクイズ形式で紹介。スタジオには毎回3人のゲスト解答者を招いていた。クイズの正解者には、机の上に番組ロゴをかたどった積木（「クイズ」「庭付き」「一戸」「建て」に分けられていた）を1個ずつ積み上げていった。そしてこれを4個揃えた解答者には、パーフェクト達成賞として豪華な賞品をプレゼントした。
なお、本番組が放送されていた日曜19時台前半枠は、前番組『旅くらべ決定版』までは朝日放送の制作枠で、木曜19時台後半枠がテレビ朝日の制作枠だったが、本番組のレギュラー放送開始によって制作枠が交換された。この時間帯がテレビ朝日の制作枠になったのは、旧NETテレビ時代に放送された海外アニメ『続々 珍犬ハックル』以来32年9か月ぶり（腸捻転解消後は最初で最後）であったが、本番組の終了後には2時間の単発特別番組枠もしくは1時間のレギュラー番組が編成されており、以来30分番組は放送されていない。また、木曜19時台後半枠へ移動した朝日放送の制作枠は30分のアニメ枠になり、ここでは『魔法陣グルグル』と『怪盗セイント・テール』が放送された。

## 司会
いずれもレギュラー版での担当者。
- 伊東四朗
- 東ちづる

## ネット局
| 放送対象地域  | 放送局           | 系列           | 備考   |
| ------------- | ---------------- | -------------- | ------ |
| 関東広域圏    | テレビ朝日       | テレビ朝日系列 | 制作局 |
| 北海道        | 北海道テレビ     | テレビ朝日系列 |        |
| 青森県        | 青森朝日放送     | テレビ朝日系列 |        |
| 宮城県        | 東日本放送       | テレビ朝日系列 |        |
| 秋田県        | 秋田朝日放送     | テレビ朝日系列 |        |
| 山形県        | 山形テレビ       | テレビ朝日系列 |        |
| 福島県        | 福島放送         | テレビ朝日系列 |        |
| 新潟県        | 新潟テレビ21     | テレビ朝日系列 |        |
| 長野県        | 長野朝日放送     | テレビ朝日系列 |        |
| 静岡県        | 静岡朝日テレビ   | テレビ朝日系列 |        |
| 石川県        | 北陸朝日放送     | テレビ朝日系列 |        |
| 中京広域圏    | 名古屋テレビ     | テレビ朝日系列 |        |
| 近畿広域圏    | 朝日放送         | テレビ朝日系列 |        |
| 広島県        | 広島ホームテレビ | テレビ朝日系列 |        |
| 山口県        | 山口朝日放送     | テレビ朝日系列 |        |
| 香川県 岡山県 | 瀬戸内海放送     | テレビ朝日系列 |        |
| 福岡県        | 九州朝日放送     | テレビ朝日系列 |        |
| 長崎県        | 長崎文化放送     | テレビ朝日系列 |        |
| 熊本県        | 熊本朝日放送     | テレビ朝日系列 |        |
| 大分県        | 大分朝日放送     | テレビ朝日系列 |        |
| 鹿児島県      | 鹿児島放送       | テレビ朝日系列 |        |

## エンディングテーマ
- となりの芝生（さだまさし） - レギュラー版でのエンディングテーマ。

| テレビ朝日系列 日曜19:00枠                                                  | テレビ朝日系列 日曜19:00枠                                                             | テレビ朝日系列 日曜19:00枠                                            |
| 前番組                                                                      | 番組名                                                                                 | 次番組                                                                |
| --------------------------------------------------------------------------- | -------------------------------------------------------------------------------------- | --------------------------------------------------------------------- |
| 旅くらべ決定版 （1994年4月17日 - 1994年9月25日） 【ここまで朝日放送制作枠】 | クイズ庭付き一戸建て （1994年10月23日 - 1995年3月19日） 【本番組からテレビ朝日制作枠】 | ザ・スーパーサンデー （1995年4月21日 - 1997年9月28日） ※19:00 - 20:54 |